# I'll Never Fall in Love Again
I'll Never Fall in Love Again är en sång skriven av Burt Bacharach och Hal David. Den skrevs ursprungligen till musikalen Ungkarlslyan 1968, och blev snabbt en av Burt Bacharach och Hal Davids mer berömda melodier. Den nominerades till "årets sång" vid Grammygalan 1969. En version med studiosångare släpptes som singel i Burt Bacharachs namn 1969. Den blev en smärre hit i USA. Den blev en hit för Bobbie Gentry det följande året då den nådde singeltoppen i Storbritannien i en vecka i oktober 1969. År 1970 blev den en hit som nådde sjätteplatsen på singellistan Billboard Hot 100 i USA i inspelning av Dionne Warwick.

## Coverversioner
- Melodin har ofta spelats in som cover, bland annat av:

- Herb Alpert
- Liz Anderson
- Chet Atkins
- The Carpenters
- Elvis Costello
- Deacon Blue
- Ella Fitzgerald
- Bobbie Gentry
- Rigmor Gustafsson
- Bradley Joseph
- Johnny Mathis
- Sitti Navarro
- Splitsville
- Dionne Warwick